# ヒット'75
『ヒット'75』（ヒットななじゅうご）は、1975年4月13日から同年9月28日まで日本テレビ系列局で放送されていた日本テレビ製作の歌謡番組である。日本テレビ音楽祭の協賛番組。放送時間は毎週日曜 12:15 - 12:45 （日本標準時）。

## 概要
この年に始まった日本テレビ音楽祭のノミネート歌手などが出演し、歌を披露していた公開形式の歌謡番組。最終回では第1回音楽祭グランプリ受賞者の五木ひろしが出演し、受賞曲「千曲川」を歌った。
番組は半年で終了したが、それから半年後の1976年4月に『ヒット'76〜'79』と題して土曜18:00枠で復活した。こちらは恋愛バラエティ番組の要素も取り入れていた。

## 司会
- 北公次（フォーリーブス）
- 青山孝（フォーリーブス）
- 江木俊夫（フォーリーブス）
- おりも政夫（フォーリーブス）